# Leeuwergem
Leeuwergem är en ort i Belgien.   Den ligger i provinsen Östflandern och regionen Flandern, i den centrala delen av landet, 40 km väster om huvudstaden Bryssel. Leeuwergem ligger 50 meter över havet och antalet invånare är 1 316.
Terrängen runt Leeuwergem är platt. Runt Leeuwergem är det tätbefolkat, med 383 invånare per kvadratkilometer.. Närmaste större samhälle är Gent, 19,3 km norr om Leeuwergem. 
Omgivningarna runt Leeuwergem är en mosaik av jordbruksmark och naturlig växtlighet.